# Billesley (Warwickshire)
Billesley – wieś w Anglii, w hrabstwie Warwickshire, w dystrykcie Stratford-on-Avon. Leży 16 km na południowy zachód od miasta Warwick i 138 km na północny zachód od Londynu.